# 三鷹山昌吾
三鷹山 昌吾（みたかやま しょうご、1947年9月29日 - ）は、東京都三鷹市出身で時津風部屋に所属した元大相撲力士。本名は斎藤 昌吾（さいとう しょうご）。178cm、135kg。最高位は東十両17枚目。得意技は押し。

## 経歴
三鷹中学校2年生の時点で身長176cm、体重135kg(当時は正確に計測できる秤がなかったので推定値)に達する程の体格であったが、自身は太っていても仕方がないと思っていたので、3年生から柔道を始めたが体重を減らすことができず悩んでいるうちに柔道の先生の知人である錣山親方（小結・若葉山）が勧誘に来た。相撲は嫌いだったが、餅搗きに招待したり豊山と話をさせてもらううちに、父から「東京都立高校に受かる自信があるなら角界に入らなくても良いが自信がないなら入れ」と言われて時津風部屋に入門し、部屋の近くにある墨田区立竪川中学校に通いながら相撲を取ることにした。
1962年5月場所に14歳で初土俵。順調に出世し、1966年7月場所に18歳8ヶ月の若さで十両昇進を果たす。新十両の場所は8勝7敗と勝ち越したが、翌9月場所に4勝11敗と大敗し幕下陥落。1968年1月場所に20歳の若さで廃業した。廃業後は寿司店に勤務した。押し相撲を得意とし昇進の早さと相まって期待されたが、脇が甘かったため、体格を生かし切ることができなかった。

## 主な成績
- 通算成績：129勝106敗19休  勝率.549
- 十両成績：12勝18敗  勝率.400
- 現役在位：35場所
- 十両在位：2場所

### 場所別成績
| | 一月場所 初場所（東京）   | 三月場所 春場所（大阪） | 五月場所 夏場所（東京） | 七月場所 名古屋場所（愛知） | 九月場所 秋場所（東京） | 十一月場所 九州場所（福岡） |
| --- | ------------------------- | ----------------------- | ----------------------- | --------------------------- | ----------------------- | --------------------------- |
| 1962年 （昭和37年） | x                         | x                       | （前相撲）              | 東序ノ口13枚目 6–1          | 東序二段44枚目 4–3      | 東序二段15枚目 5–2          |
| 1963年 （昭和38年） | 西三段目71枚目 4–3        | 西三段目48枚目 3–4      | 西三段目65枚目 5–2      | 西三段目25枚目 3–4          | 西三段目38枚目 5–2      | 東三段目10枚目 4–3          |
| 1964年 （昭和39年） | 東幕下92枚目 5–2          | 西幕下64枚目 3–4        | 東幕下72枚目 3–4        | 西幕下76枚目 4–3            | 東幕下67枚目 4–3        | 東幕下62枚目 0–2–5          |
| 1965年 （昭和40年） | 東幕下97枚目 4–3          | 東幕下86枚目 2–5        | 東三段目4枚目 2–5       | 東三段目25枚目 4–3          | 東三段目13枚目 6–1      | 西幕下73枚目 4–3            |
| 1966年 （昭和41年） | 西幕下67枚目 6–1          | 西幕下40枚目 5–2        | 西幕下29枚目 7–0        | 西十両18枚目 8–7            | 東十両17枚目 4–11       | 西幕下5枚目 3–4             |
| 1967年 （昭和42年） | 西幕下7枚目 4–3           | 東幕下5枚目 3–4         | 東幕下19枚目 2–5        | 西幕下26枚目 1–6            | 東幕下52枚目 6–1        | 東幕下32枚目 休場 0–0–7     |
| 1968年 （昭和43年） | 東三段目19枚目 引退 0–0–7 | x                       | x                       | x                           | x                       | x                           |
| 各欄の数字は、「勝ち-負け-休場」を示す。 優勝 引退 休場 十両 幕下 三賞：敢=敢闘賞、殊=殊勲賞、技=技能賞 その他：★=金星 番付階級：幕内 - 十両 - 幕下 - 三段目 - 序二段 - 序ノ口 幕内序列：横綱 - 大関 - 関脇 - 小結 - 前頭（「#数字」は各位内の序列） |                           |                         |                         |                             |                         |                             |

## 改名歴
- 斉藤 昌吾（さいとう しょうご）1962年5月場所
- 斉藤川 昌吾（さいとう しょうご）1962年7月場所 - 1966年5月場所
- 三鷹山 昌吾（みたかやま しょうご）1966年7月場所 - 1968年1月場所

本名は斎藤であって斉藤ではないが、当初は斉藤を名乗った。なお、「斉」の字と「斎」の字は全く異なる漢字で、「斎」を簡略化したものが「斉」ではない。